# Coalinga
Coalinga is een plaats in Fresno County in Californië in de VS.

## Geografie
Coalinga bevindt zich op 36°8′27″Noord, 120°21′30″West. De totale oppervlakte bedraagt 15,4 km² (6,0 mijl²) waarvan slechts 0,34% water is.

### Plaatsen in de nabije omgeving
De onderstaande figuur toont nabijgelegen plaatsen in een straal van 48 km rond Coalinga.

## Demografie
Volgens de census van 2000 bedroeg de bevolkingsdichtheid 758,4/km² (1963,4/mijl²) en bedroeg het totale bevolkingsaantal 11.668 dat bestond uit:
- 57,31% blanken
- 2,37% zwarten of Afrikaanse Amerikanen
- 1,52% inheemse Amerikanen
- 1,65% Aziaten
- 0,24% mensen afkomstig van eilanden in de Grote Oceaan
- 32,30% andere
- 4,61% twee of meer rassen
- 49,80% Spaans of Latino

Er waren 3515 gezinnen en 2632 families in Coalinga. De gemiddelde gezinsgrootte bedroeg 3,09.

## Geboren
- Jo Stafford (12 november 1917 - 2008), zangeres